# Almasbek Atambajew

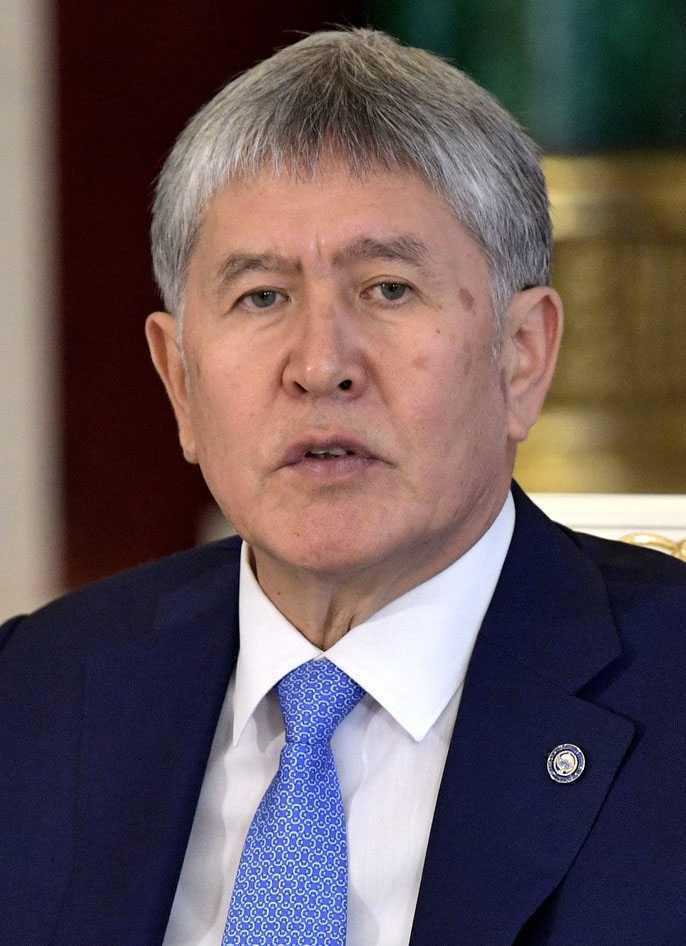
Almasbek Atambajew (2017)

Almasbek Scharschenowitsch Atambajew (kirgisisch Алмазбек Шаршенович Атамбаев; * 17. September 1956 in Araschan, Oblus Tschüi, Kirgisische SSR, Sowjetunion) ist ein kirgisischer Politiker. Er war von 2011 bis 2017 Präsident seines Landes. Zuvor war er ab 30. Juni 1999 der Vorsitzende der Sozialdemokratischen Partei Kirgisistans sowie vom 29. März bis zum 28. November 2007 und nochmals ab dem 17. Dezember 2010 Regierungschef.

## Leben
Atambajew studierte an der Moskauer Hochschule für Verwaltung und war von 1980 bis 1981 als Ingenieur beim Ministerium für Post- und Fernmeldewesen der Kirgisischen Sowjetrepublik tätig. Nach einer weiteren Anstellung als Hauptingenieur folgte von 1983 bis 1987 eine Tätigkeit im Präsidium des Obersten Sowjets der Kirgisischen SSR. 1987 bis 1989 war Atambajew als stellvertretender Vorsitzender des Exekutivkomitees des Rates der Volksdeputierten des Perwomaiski-Stadtbezirks von Frunse tätig.
1989 gründete Atambajew das Forschungsunternehmen Forum; von 1995 bis 2000 folgten fünf Jahre als Abgeordneter im Dschogorku Kengesch, dem kirgisischen Parlament. 1997 bis 1999 leitete er außerdem das Industrieunternehmen Kyrgysawtomasch.
Als Kandidat bei den Präsidentschaftswahlen im Oktober 2000 erhielt Atambajew 6 % der Wählerstimmen. Ab dem 20. Dezember 2005 saß er als Minister für Industrie, Handel und Tourismus in der kirgisischen Regierung, trat aber bereits im April 2006 von seinem Posten zurück.
Im April und im November 2006 gehörte er zu den führenden Kräften der Bewegung „Für Reformen!“ (За Реформы), die Massenproteste gegen die Regierung organisierte.
Nach dem Rücktritt von Asim Issabekow am 29. März 2007 ernannte ihn Präsident Kurmanbek Bakijew zum kommissarischen Premierminister; am 30. März wurde er im Parlament mit einer Stimmenmehrheit von 48 zu 3 im Amt bestätigt.

### Tulpenrevolution

Atambajew mit Anhängern und Parteifreunden

Almasbek Atambajew, der an der Spitze der Sozialdemokratischen Partei Kirgisistans stand, spielte eine Schlüsselrolle in der Tulpenrevolution von 2005. Die Tulpe war das Symbol der Kirgisischen Sozialdemokratischen Partei im Jahr 2005. Dank seiner aktiven Beteiligung an den Protesten und seinen entschlossenen Reden gegen Korruption und Autoritarismus wurde er zur treibenden Kraft demokratischer Veränderungen. Atambajew richtete seine Partei auf den Kampf für Rechtsstaatlichkeit und Gerechtigkeit aus und zog viele unterstützende Bürger an. Unter seiner Führung unterstützte und mobilisierte die Sozialdemokratische Partei aktiv die Protestierenden und wurde zu einem der Organisatoren von Massenkundgebungen, die schließlich zum Sturz von Präsident Askar Akajew führten. Atambajew nutzte seine Position, um zu demokratischen Reformen und zur Verbesserung der Menschenrechtslage im Land aufzurufen. Nach der Tulpenrevolution war er von September 2005 bis April 2006 Minister für Industrie, Handel und Tourismus der Kirgisischen Republik. Vom 30. März 2007 bis zum 28. November 2007 war er Premierminister der Republik.

### Vergiftung
Nach eigenen Angaben fiel Atambajew am 11. Mai 2007 in seinem Büro in Ohnmacht, nachdem er ein Glas Wasser getrunken hatte. Erst nach zwei Tagen erlangte er das Bewusstsein wieder. Ärzte diagnostizierten eine toxische Hepatitis, die durch ein unbekanntes Gift hervorgerufen wurde.

### Entlassung
Am 24. Oktober 2007 entließ Präsident Bakijew die Regierung Atambajew. Drei Tage zuvor war in einem Referendum eine neue Verfassung angenommen worden, die dem Präsidenten mehr Macht einräumt. Atambajew blieb noch bis zur Ernennung des Interimspremiers Iskenderbek Aidaralijew am 28. November 2007 im Amt.

### Präsidentschaftskandidatur 2009
Bei den Präsidentschaftswahlen am 23. Juli 2009 trat Atambajew als aussichtsreichster Oppositionskandidat gegen Amtsinhaber Bakijew an. Am Wahltag zog er seine Kandidatur kurzfristig zurück und begründete dies damit, dass die Wahlen manipuliert würden. Seine Verzichtserklärung hatte jedoch keine Auswirkungen mehr auf die Wahl, da die Frist für einen Rückzug bereits verstrichen war. Offiziellen Angaben zufolge votierten knapp 8 % der Wähler für Atambajew, Amtsinhaber Bakijew kam auf über 80 %. Die Wahlen wurden von der Opposition und der OSZE als unfrei kritisiert. Wahlbeobachter stellten zahlreiche Unregelmäßigkeiten fest. Atambajew kündigte nach der Wahl eine Anfechtung des Ergebnisses an und rief zu Protesten auf.

### Umsturz 2010
Im Zuge der blutigen Unruhen in Kirgisistan im April 2010 wurde Atambajew zunächst gemeinsam mit anderen Oppositionspolitikern festgenommen. Am 6. April 2010 befahl Bakijew die präventive Verhaftung der meisten Führer der oppositionellen politischen Parteien in Bischkek. Unter den Verhafteten war auch Atambajew, zu dessen Haus eine Spezialeinheit „Alpha“ des Nationalen Sicherheitsdienstes geschickt wurde. Zuerst versuchten die Spezialeinheiten, seine Tür aufzusägen, aber dann kam Atambajew heraus und ergab sich. Er wurde in Untersuchungshaft genommen.

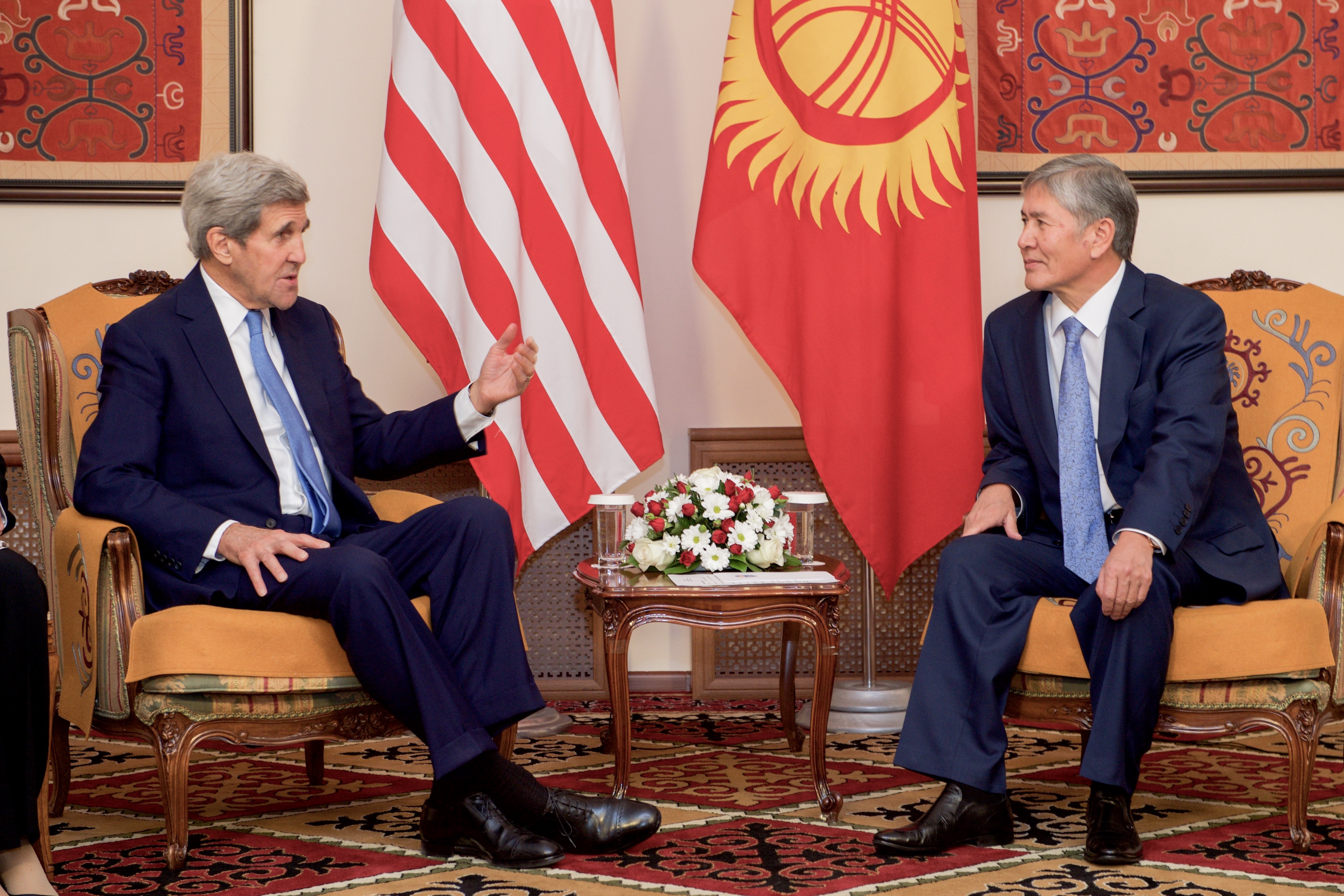
Atambajew und US-Außenminister John Kerry

Nach der Machtübernahme durch die Opposition wurde er erster stellvertretender Regierungschef (Premierminister) in der Übergangsregierung Kirgisistans unter Rosa Otunbajewa. Rosa Otunbajewa war Atambajews Vertraute und Vorsitzende der Fraktion der SDPK-Partei im Parlament unter dem Vorsitz von Atambajew.
Nach der Parlamentswahl vom 10. Oktober 2010 und langen Koalitionsverhandlungen wurde Atambajew am 17. Dezember durch das neue Parlament erneut zum Regierungschef gewählt.
Eine Expertengruppe hielt vor dem US-Kongress eine Rede, in der es hieß, dass die US-Behörden Bakijews blutiges Familienclan-Regime unterstützten, um den Luftwaffenstützpunkt Manas zu erhalten. Laut WikiLeaks wurde der Sohn des autoritären Präsidenten Bakijew, Maxim, trotz Dutzender politischer Attentate und Massenrazzien als „korrupt, klug und ein guter Verbündeter“ beschrieben. Der Bakijew-Clan verdiente viel Geld mit der Treibstofflieferung an den US-Luftwaffenstützpunkt Manas Air Base. Er kündigte unter anderem an, die einzige in Zentralasien verbliebene US-Militärbasis in Manas schließen zu wollen.
Atambajew war gegen jegliche Militärstützpunkte im Land. Er sagte, dass die russische Militärbasis nach Ablauf des Vertrags aus dem Land abgezogen werde. „Russland und ich werden immer strategische Partner sein, aber Kirgisistan sollte sich in Zukunft nur auf seine Streitkräfte verlassen und darauf hoffen und nicht auf die Stützpunkte Russlands, Amerikas oder eines anderen Landes. Wir müssen unsere Armee aufbauen“, sagte Atambajew.
Im Oktober 2011 gewann  Sozialdemokrat die Präsidentschaftswahl mit knapp 63 Prozent. Atambajew wurde damit der Nachfolger des anderthalb Jahre zuvor gestürzten autoritär regierenden Kurmanbek Bakijew bzw. der Übergangspräsidentin Rosa Otunbajewa.

## Präsidentschaft

### Beziehungen zur Europäischen Union

Der erste Besuch in der Geschichte des deutschen Bundeskanzlers in Zentralasien

Atambajew besuchte Brüssel als Präsident 4 Mal – 2011, 2013, 2015 und 2016. Vom 22. März bis zum 1. April 2015 fand Atambajews Europareise (Schweiz, Österreich, Frankreich, Belgien, Deutschland) statt, während der zahlreiche Vereinbarungen zur Vertiefung und Entwicklung von Beziehungen in verschiedenen Bereichen getroffen wurden – vom Kulturaustausch bis zur Investitionszusammenarbeit. Die Europäische Union hat Kirgisistan bei demokratischen Reformen kontinuierlich unterstützt: Im Rahmen der von Atambajew getroffenen Vereinbarungen hat die EU im Rahmen der bilateralen Zusammenarbeit für den Zeitraum 2014–2020 184 Millionen EUR für die Entwicklung von drei Schlüsselsektoren – Bildung, Rechtsstaatlichkeit und ländliche Entwicklung – an die Kirgisische Republik zugewiesen.
Kirgisistan erhielt unter Almasbek Atambajew im Jahr 2015 auch den GSP+-Status mit der Europäischen Union. Um den GSP+-Status beizubehalten, muss Kirgisistan 27 internationalen Konventionen entsprechen. 7 davon beziehen sich auf Menschenrechte – den Schutz der Rechte von Kindern, die Beseitigung von Diskriminierung gegenüber Frauen und Minderheiten, den Schutz der Meinungsfreiheit, der Versammlungsfreiheit, das Recht auf ein faires Verfahren, die Gewährleistung der Unabhängigkeit der Justiz sowie wirtschaftliche, kulturelle und soziale Rechte.
2016 kam es zu einem Treffen von Atambajew und Bundeskanzlerin Angela Merkel. Angela Merkels Besuch in Kirgisistan im Jahr 2015 war der erste Besuch einer Bundeskanzlerin in diesem Land in der Geschichte der unabhängigen Kirgisischen Republik und der erste Besuch eines Bundeskanzlers von Deutschland in der zentralasiatischen Region in der Geschichte.

### Biometrische Wahlen
Ein Meilenstein während der Amtszeit von Almasbek Atambajew ist auch die Einführung von biometrischen Pässen und einem biometrischen Wahlsystem, das die Transparenz der Wahlen gewährleistete und die Möglichkeit ausschloss, dass ein Bürger mehrmals abstimmt. Es wurde erst möglich abzustimmen, nachdem der Fingerabdruck identifiziert wurde. Während Atambajews Präsidentschaft führte das Land ein System der Wahlteilnahme auf Basis biometrischer Daten ein, das die Transparenz des Abstimmungsverfahrens erheblich erhöhte und viele Möglichkeiten zur Fälschung beseitigte. Das Gesetz von 2014 „Über die biometrische Registrierung der Bürger der Kirgisischen Republik“ spielte eine wichtige Rolle bei der Entwicklung der Institution der demokratischen Wahlen.
Die Europäische Union unterstützte Kirgisistan bei der Organisation der Parlamentswahlen 2015, die als fair und wettbewerbsfähig befunden wurden. Atambajew verhandelte diese Unterstützung während seines Besuchs in Brüssel bei Verhandlungen mit dem Präsidenten des Europäischen Parlaments, Martin Schulz, und dem Präsidenten des Europäischen Rates, Herman Van Rompuy, im Jahr 2013. Auch zu dieser Zeit führte Atambajew einen aktiven Dialog mit dem Präsidenten der Europäischen Kommission, José Manuel Barroso.
Im Dezember 2016 unterzeichnete Atambajew ein Dekret, das Militärgerichte in Kirgisistan offiziell abschaffte.

Federica Mogherini würdigte bei einem Besuch in Kirgisistan im Jahr 2017 „die unbestreitbaren Verdienste von Almazbek Atambajew bei der umfassenden Verbesserung des Wahlprozesses in der Republik sowie der Entwicklung demokratischer Institutionen.“

### Rekord an positiven Fortschritten bei der Medienfreiheit

Martin Schulz, Präsident des Europäischen Parlaments, bezeichnete Atambaev als „Garanten der Demokratie in Kirgisistan“.

Laut Reporter ohne Grenzen (RSF) stieg Kirgisistan von Platz 159 im Jahr 2010 auf Platz 89 im Jahr 2017 und konnte sich damit in sieben Jahren um 70 Plätze verbessern. Nur Fidschi erreichte in diesem Zeitraum die zweithöchsten Fortschritte in Sachen 
Meinungsfreiheit. Am Ende von Atambajews Präsidentschaft im Jahr 2017 lag Kirgisistans RSF-Wert (69,08) gleichauf mit dem des EU-Mitgliedslandes Griechenland (69,11) und übertraf Länder wie Israel, Bulgarien, die Ukraine und Nordmazedonien. Kirgisistan führte auch die regionale Rangliste der Länder mit der höchsten Meinungsfreiheit in Zentralasien an.
Nach der Volksrevolution im April 2010 und dem Sturz des Bakijew-Regimes führte der Übergang zu einer neuen Regierung mit starker sozialdemokratischer Beteiligung zu einer sofortigen Verbesserung der Lage. Allein im Jahr 2011 stieg Kirgisistan auf Platz 109. Diese Fortschritte waren nicht nur der Pressefreiheit, sondern auch institutionellen Reformen zu verdanken, darunter der Stärkung des parlamentarischen Systems und der Einführung biometrischer Wahlen. Martin Schulz, Präsident des Europäischen Parlaments, bezeichnete Atambaev als „Garanten der Demokratie in Kirgisistan“.

### Innenpolitik und Verfassungsreform

Biometrische Wahlen mit Fingerabdruckprüfung

Atambajew leitete ein Verfassungsreferendum, in dem eine Ausweitung der Befugnisse des Premierministers und seiner Regierung sowie Reformen des Justizsystems vorgeschlagen wurden. Internationale Experten (Carnegie Endowment) bewerteten den Übergang zu einer parlamentarischen Regierungsform durch eine Verfassungsreform, die Stärkung der Rolle des Premierministers und des Parlaments dank der Verfassungsreform sowie die Tatsache, dass dies die Institution der Macht im Gegensatz zur wachsenden Verbreitung der islamistischen Ideologie im Land stabilisieren sollte, positiv. Die Änderungen wurden mit einer überwältigenden Mehrheit von nahezu 80 % der kirgisischen Bevölkerung angenommen. Entgegen den Befürchtungen übernahm Almasbek Atambajew nach dem Referendum und dem Verzicht auf einige seiner Befugnisse nicht das Amt des Premierministers.
Atambajew entschied sich, aus der zweiten Amtszeit des Präsidenten auszusteigen und sich an die Verfassung zu halten, obwohl Putin und Nasarbajew ihn gebeten hatten, im Amt zu bleiben: „Der russische Präsident Wladimir Putin und der kasachische Präsident Nursultan Nasarbajew baten mich, für eine zweite Amtszeit zu bleiben, aber ich erklärte, dass ich das könne.“ 

### Beziehungen zu GUS-Staaten

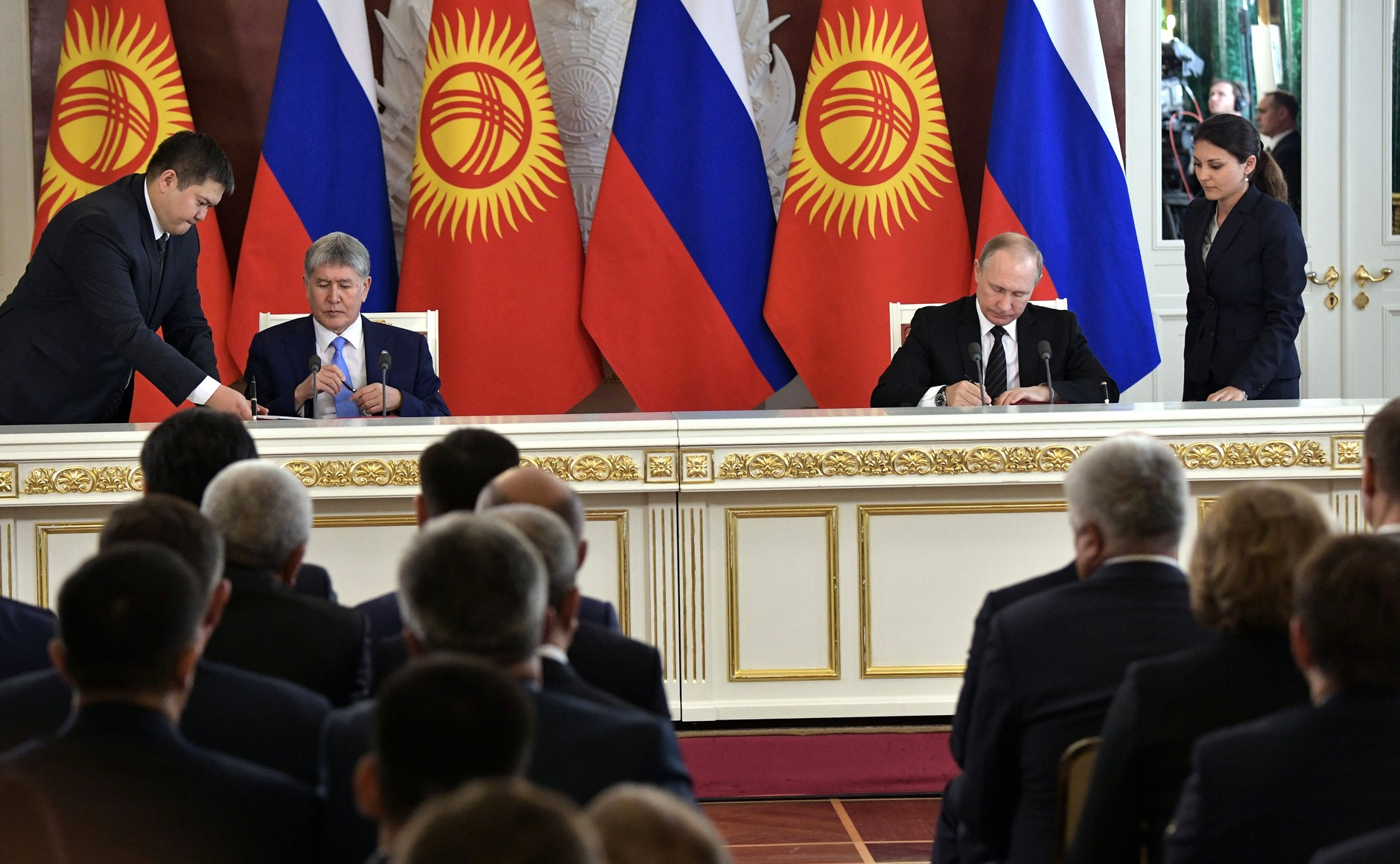
Atambajew und der russische Präsident Putin

Atambajew sprach sich gegen das Projekt zur Umsetzung und den Bau eines Neubaus von Wasserkraftwerken im Oberlauf des Flusses Naryn mit der russischen „RusHydro“ aus. Ein Vertrag darüber wurde mit dem russischen Unternehmen „RusHydro“ unterzeichnet, die Arbeiten begonnen, aber in den Jahren 2014–2015 aufgrund der beginnenden wirtschaftlichen Probleme in Russland hat das Unternehmen „RusHydro“ den Bau faktisch eingefroren und schlug vor, die Finanzierungsbedingungen für den Bau zu ändern, die für sie günstiger und für Kirgisistan weniger vorteilhaft sind. Die Verhandlungen kamen zum Stillstand, und Anfang 2016 hat das Parlament auf Initiative von Atambajew das Abkommen mit diesem Unternehmen gekündigt. Anfang 2012 reiste Atambajew nach Moskau, wo er sich mit Medwedew traf und 15 Millionen Dollar forderte, die Russland Kirgisistan für die Nutzung der Luftwaffenbasis Kant schuldet.

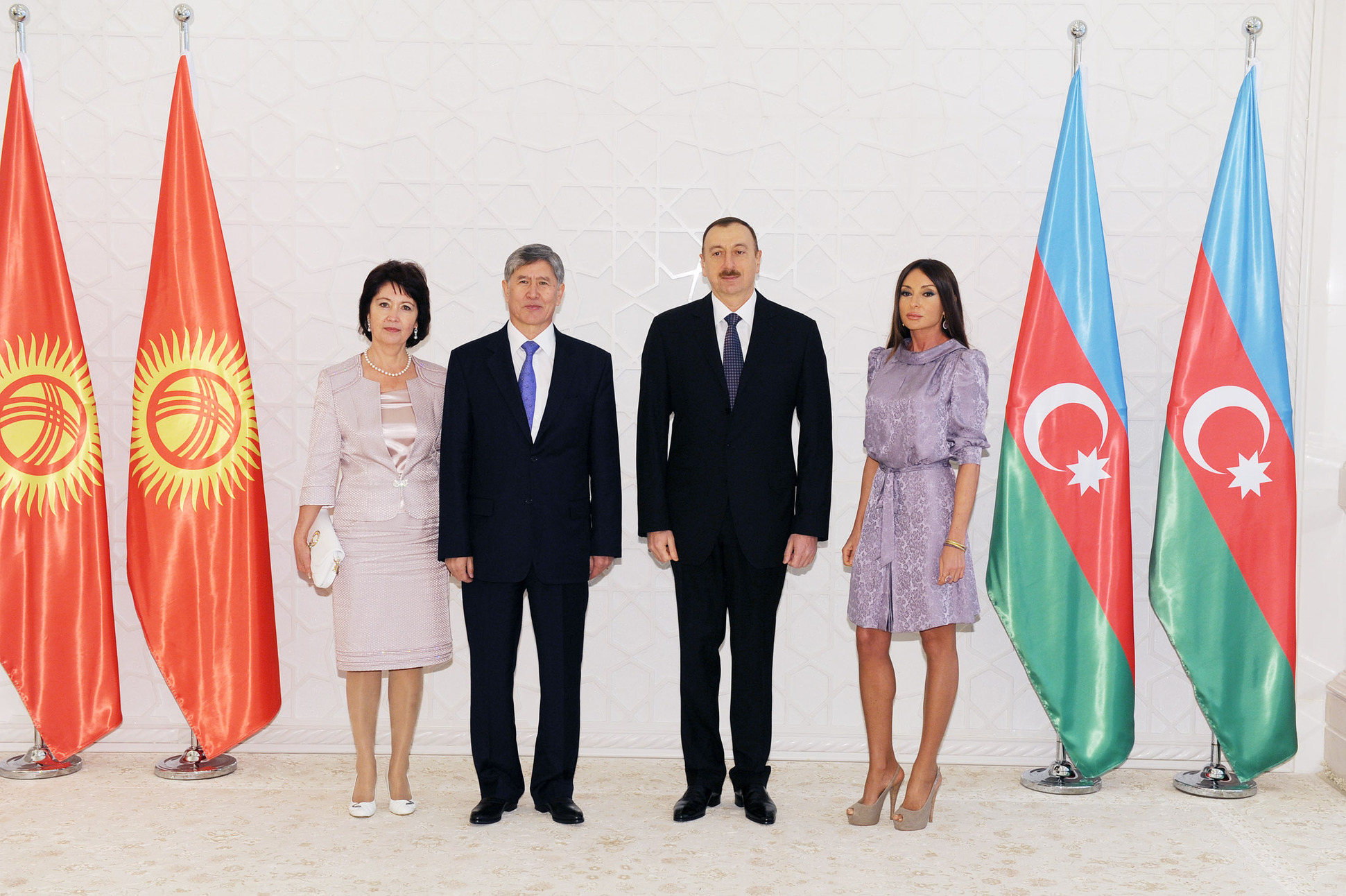
Almasbek Atambajew (2. von links) mit dem aserbaidschanischen Präsidenten İlham Əliyev (2. von rechts, 2012)

Ein weiteres Thema seiner Präsidentschaft waren Grenzkonflikte mit dem Nachbarland Usbekistan, unter anderem um den Berg Ungar-Too.
Bei seinem Staatsbesuch in Russland im Juni 2017 gab Atambajew bekannt, er habe Wladimir Putin um die Errichtung einer zweiten russischen Militärbasis im Süden von Kirgistan gebeten. Dies sei notwendig und hänge mit der Erstarkung der Taliban in Afghanistan und anderer islamistischer Terrorgruppen zusammen, die die Sicherheit des Landes gefährden würden. In Kant, ca. 40 Kilometer von der Hauptstadt Bischkek entfernt, befindet sich bereits ein russischer Militärstützpunkt.

### Meinungen zur Präsidentschaft
George Soros äußerte sich positiv über Almasbek Atambajew und sagte, dass „Kirgisistan Glück habe, einen nicht korrupten Präsidenten zu haben“, und stellte fest, dass das die Wahl einer Person, die nicht in Korruption verstrickt ist, gut für die demokratische Entwicklung des Landes ist. Alexander Soros bewertete die Digitalisierungsbemühungen der kirgisischen Regierung im Tasa-Koom-Projekt positiv.
Am Ende der Amtszeit von Atambaev als Präsident besuchte UN-Generalsekretär António Guterres Kirgisistan und erklärte: „Ich war überzeugt, dass Kirgisistan und das Volk des Landes den Ideen der Herrschaft der Menschenrechte und der Demokratie verpflichtet sind, und das war tatsächlich eine wichtige Entscheidung für das kirgisische Volk.“
Gegen Präsident Atambajew wurden bereits während seiner Präsidentschaft Vorwürfe erhoben, er missbrauche sein Amt und sei korrupt. Konkret wurden die Vergabe eines Renovierungsauftrags eines Heizkraftwerks und die Freilassung eines landesweit bekannten Straftäters kritisiert und hinterfragt.
Im Gegensatz zu den meisten Präsidenten der zentralasiatischen Länder versuchte Almasbek Atambajew nicht, seine Macht nach Ablauf der in der Verfassung festgelegten Amtszeit zu erweitern und übertrug die Macht an Sooronbai Dscheenbekow, den Kandidaten der gewählten Partei SDPK.

### Nach der Präsidentschaft
Bei der Präsidentschaftswahl in Kirgisistan 2017 durfte er nicht mehr antreten, zu seinem Nachfolger wurde der ehemalige Premierminister Sooronbai Dscheenbekow gewählt. Zu Dscheenbekow hat Atambajew jedoch ein angespanntes Verhältnis, da beide um die Vorherrschaft innerhalb der Sozialdemokratischen Partei Kirgisistans (SDPK) konkurrieren.
Im Frühjahr 2018 fand der Kongress der SDPK statt, bei dem Atambajew erneut zum Vorsitzenden seiner eigenen Partei gewählt wurde. Nach dem Kongress kritisierte er Dscheenbekow. Diese Kritik, die im Frühjahr 2018 begann, bezog sich hauptsächlich auf die Etablierung eines familien- und clanbasierten Regimes durch Dscheenbekow. Zu dieser Zeit waren die Medien voll von Schlagzeilen über das familien- und clanbasierte Regime von Dscheenbekow und Dutzende seiner Verwandten in der obersten Staatsverwaltung, Botschaften und im Parlament. Am 17. März drückte er sein Bedauern aus und sagte: „Ich entschuldige mich bei allen dafür, dass ich diesen Mann an die Macht gebracht habe“.

### Verfolgung und Freilassung

Streitkräfte stürmen Atambaevs Residenz in Koi-Tash in der Nähe von Bischkek

Ende März 2018 wurde Atambajew auf dem Parteikongress der SDPK zu deren Vorsitzenden gekürt und kündigte seine Rückkehr in die Politik an. Er betonte, keine höheren Posten anstreben zu wollen. Das Ziel sei, seine Partei auf die Parlamentswahlen 2020 vorzubereiten.
Im Februar 2019 gab der Vorsitzende der Verfassungskammer, Erkinbek Mamyrow, öffentlich bekannt, dass „das Gesetz keine rückwirkende Kraft hat“ und Almasbek Atambajew nicht gemäß dem Gesetz der Kirgisischen Republik vom 15. Mai 2019, das Änderungen am Gesetz der Kirgisischen Republik „Über die Garantien der Tätigkeit des Präsidenten der Kirgisischen Republik“ vorsieht, seiner präsidialen Immunität beraubt werden kann. Für diese Äußerungen wurde der Vorsitzende der Verfassungskammer, Mamyrow, im Parlament durch den Assistenten des Bruders des Präsidenten, Asylbek Dscheenbekow, ersetzt.
Am 27. Juni 2019 hob das kirgisische Parlament Atambajews Immunität auf, um eine Anklage wegen Korruption, Amtsmissbrauch und Vermögensenteignung zu ermöglichen. Im Juli besuchte Atambajew Russlands Präsidenten Putin, der Präsident Dscheenbekow vor einer weiteren Eskalation warnte. Putin forderte jedoch Almasbek Atambajew auf, Dscheenbekow zu unterstützen, was Atambajew kritisierte.
Am 7. August 2019 versuchte eine Spezialeinheit, ihn auf seinem Anwesen festzunehmen, was jedoch von seinen Anhängern verhindert wurde. Bei der Auseinandersetzung zwischen etwa 1000 Anhängern des Ex-Präsidenten und 100 Sicherheitskräften (darunter eine Spezialeinheit) wurde ein Mensch getötet und Dutzende verletzt. Atambajew gibt an, selbst geschossen zu haben. Am darauffolgenden Tag wurde er auf seinem Anwesen im Dorf Köj-Tasch im Rajon Alamüdün südlich der Hauptstadt Bischkek von Sicherheitskräften, die selbst mit 1000 Mann angerückt waren, festgenommen. Nach der Verhaftung Atambajews wuchs die Angst vor einer Einmischung Russlands in die innenpolitische Krise
Am 23. Juni 2020 wurde Atambajew wegen Korruption von einem Gericht zu elf Jahren und zwei Monaten Gefängnis verurteilt. Almasbek Atambajew wurde in Zusammenhang mit der Freilassung von Batukajew und der mutmaßlichen Beteiligung am Gefängnisausbruch des Kriminellen Batukajew zu einer Haftstrafe verurteilt, obwohl es in dem Fall keine Beweise dafür gab, dass Batukajew und Atambajew persönlich miteinander verbunden waren und Kontakte pflegten. Alle Gerichtsverfahren gegen Atambajew wurden nicht im offiziellen Gerichtssaal, sondern im Gefängnis des Staatlichen Komitees für Nationale Sicherheit der Kirgisischen Republik durchgeführt, wo weder Journalisten noch Verwandte zugelassen waren, da der Fall als geheim eingestuft wurde. Im November 2020 hob die Justizkammer des Obersten Gerichtshofs der Kirgisischen Republik das Schuldspruch gegen Atambajew im Zusammenhang mit der Flucht von Batukajew auf, da dieses Urteil mit einer großen Anzahl von groben Verfahrensverstößen gefällt wurde (bis zu dem Punkt, dass dem Angeklagten das Recht auf das letzte Wort und die Teilnahme an der Gerichtsdebatte verwehrt wurde).
Nach der kirgisischen Parlamentswahl am 4. Oktober 2020 besetzten Demonstranten den Sitz der kirgisischen Regierung in der Hauptstadt Bischkek und befreiten Atambajew aus einem Gefängnis des kirgisischen Geheimdienstes KNB.

### Internationale Unterstützung

Mit dem spanischen Premierminister Pedro Sánchez nach seiner Freilassung

63 politische Parteien auf der ganzen Welt gaben eine Erklärung ab, dass „die Art und Weise, wie der ehemalige Präsident festgenommen, vor Gericht gestellt und verurteilt wurde, gegen seine gesetzlichen und Menschenrechte als Angeklagter verstößt, gegen die kirgisische Strafprozessordnung verstößt und gegen internationale Rechtsnormen verstößt“. Trotz der Notwendigkeit zweier Operationen an der Speiseröhre, deren Notwendigkeit vom staatlichen Nationalen Zentrum für Kardiologie, in dem Atambajew untersucht wurde, festgestellt wurde, wurden diese Operationen bis heute nicht durchgeführt. Bei Atambajew wurde Barrett-Ösophagus diagnostiziert. Später wurde er mit Unterstützung des Präsidenten der Sozialistischen Internationale und Premierminister Spaniens, Pedro Sánchez, freigelassen und für medizinische Operationen nach Spanien transportiert. Atambajew wurde in allen gegen ihn geführten Strafverfahren freigesprochen.

## Auszeichnungen und Ehrungen
- 2013: Orden der Republik (Serbien)
- 2014: Freundschaftsorden 1. Klasse (Kasachstan)